# Jill Greenberg
 (juillet 2020).
Si vous disposez d'ouvrages ou d'articles de référence ou si vous connaissez des sites web de qualité traitant du thème abordé ici, merci de compléter l'article en donnant les références utiles à sa vérifiabilité et en les liant à la section « Notes et références ».
Jill Greenberg, née à Montréal le 10 juillet 1967, est une photographe américaine originaire de Détroit.

## Récompenses
- 2008 : Nommée, New York Photo Awards, Publicité
- 2007 : AP23 American Photography
- 2007 : Society of Publication Designers- Médaille d'argent
- 2006 : Prix d'excellence, Communications Arts Photography Annual
- 2006 : Print Placement – 2nd Place, PDN/Nikon Self Promotion
- 2006 : Direct Mail  Award – 1st Place, PDN/Nikon Self Promotion
- 2005 : Special Book -  2nd Place, PDN/Nikon Self Promotion
- 2004 : Self-Promo Award -  2nd Place, PDN/Nikon Self Promotion
- 1997 : Prix d'excellence, Communications Arts Annual

## Liens
- Site officiel
- Ressources relatives à la musique :   - AllMusic
  - Discogs
  - MusicBrainz
- Ressources relatives aux beaux-arts :   - RKDartists
  - Union List of Artist Names
- Ressource relative à l'audiovisuel :   - IMDb
- Notices d'autorité :   - VIAF
  - ISNI
  - BnF (données)
  - IdRef
  - LCCN
  - GND
  - WorldCat
- Site Officiel de  Jill Greenberg - Manipulator